# سلسفي هسباني
السلسفي الهسباني أو دبح  زراعي أو قعبارون أو فومي أسود أو سلسفيل أسود (باللاتينية: Scorzonera hispanica) نوع نباتي ينتمي إلى جنس السلسفي من الفصيلة النجمية.
موطنه الأصلي جنوب أوروبا والمشرق العربي.